# 林德荣
林德荣（Jack Lim，1975年4月8日—），出生于马来西亚霹雳州怡保，是马来西亚著名主持人、前电视制作公司HVD演员，自2002年为马来西亚ASTRO MY FM电台旗下电台主持。

## 电台主持
| 節目名稱     | 年度 | 频道              | 時間                             | 主持人                 |
| ------------ | ---- | ----------------- | -------------------------------- | ---------------------- |
| 《阳光灿烂》 | 2002 | MY (马来西亚电台) | 每逢星期一到星期五早上6am – 10am | 林德荣、颜薇恩、曾耀祖 |

## 简介
林德荣出生于马来西亚霹雳州怡保，林德荣读到中三就辍学，17岁就已经在卡拉OK做DJ，並自述「当年卡拉OK盛行，去寻开心的都是银行经理、大老板，个个出手阔绰，我就在一个小房间里负责找录影带、打带、播歌……」
1993年，加入HVD制作公司旗下的第二届演员训练班，成为HVD旗下艺员之一，并正式出道。
1999年，主持Astro新秀大赛，开始在主持界展露头角。
2002年，经卓卉勤赏识，正式加入MY FM,成为MY FM当家男主持。
2003年，发行第一张专辑《散落的城墙》
2008年，他参与由梁智强指导，李国煌、范文芳主演的電影《老师嫁老大》。正式进入電影圈。
2009年，凭藉自创的保安人员角色《阿炳》爆红。使得他在马来西亚的知名度快速增长。
2011年凭藉《天天好天》 “阿福” 一角荣获第一届《金筝奖》最佳男配角。

## 作品

### 电影
| 年代   | 片名                     | 角色         | 备注                                                                    |
| 2008年 | 老师嫁老大               | 洪青龙       |                                                                         |
| 2009年 | 幸福万岁                 | Jeremy       |                                                                         |
| 2010年 | 大日子                   | 阿炳         |                                                                         |
| 2010年 | 綁匪                     |              |                                                                         |
| 2010年 | 老牛与嫩草               | 王子高       |                                                                         |
| 2011年 | 天天好天                 | 阿福         |                                                                         |
| 2012年 | 阿炳心想事成             | 阿炳         |                                                                         |
| 2012年 | 行X踏错                  |              |                                                                         |
| 2013年 | 皇宫灿烂                 | 阿炳、皇上   |                                                                         |
| 2014年 | 一路有你                 |              | 客串                                                                    |
| 2014年 | Balistik                 | Jack         |                                                                         |
| 2014年 | 阿炳马到功成             | 阿炳、Mark   |                                                                         |
| 2014年 | 吉龙波                   | 吉           |                                                                         |
|        | 六福喜事                 | 记者         | 客串                                                                    |
| 2015年 | 甲洞II                   | 警察（客串） |                                                                         |
| 2015年 | 令伯特烦恼               |              |                                                                         |
| 2016年 | 四个愚夫之金玉满堂       | 海胆（刘海） |                                                                         |
| 2017   | 今年不回家               | Tony         |                                                                         |
| 2017   | 波士糖仔                 | 唐波（波士） |                                                                         |
| 2018   | 星剧本                   | Darren       |                                                                         |
| 2019   | 大地回春                 | 常歡         |                                                                         |
| 2019   | 猛加拉杀手               | 阿炳         | 2014年禁映，后于2019年解禁，是《阿炳马到功成》的连贯作。                |
| 2019   | Wira                     |              |                                                                         |
| 2020   | 作战啦！茶室总动员       |              | 故事时间线和《财神2020》有关系                                          |
| 2020   | 财神2020                 |              | 客串《作战啦！茶室总动员》角色 故事时间线和《作战啦！茶室总动员》有关系 |
| 2022   | 英雄假期                 |              |                                                                         |
| 2022   | JUANG                    |              |                                                                         |
| 2023   | 发财联盟                 | 教父         |                                                                         |
| 2024   | 扑克王者                 | 程家朗       | 2024年马来西亚的贺岁喜剧片                                              |
| 2024   | 龙龙龙龙龙               |              |                                                                         |
| 2024   | 那些年，我们一起疯狂的事 |              |                                                                         |
| 2025   | 半斤百两                 |              | 2025年马来西亚的贺岁喜剧片                                              |

### 电视
| 年代        | 片名                   | 角色 |
| 2008-2013年 | 阿炳系列 （第1季-6季） | 阿炳 |

### 主持
- 我型我诉
- MY Astro至尊流行榜颁奖典礼
- Astro国际华裔小姐竞选
- 搞笑之王
- 叫我男神
- Astro新秀大赛
- 大FUN派
- Astro 元气满满 Moo Moo 哒 迎春接福大庆典
- A咖赢家
- 疯狂晕动会

### 专辑
- 2003年 《散落的城墙》
- 2008年 《快乐到鼠大团圆》
- 2009年 《牛转乾坤庆团圆》
- 2010年 《舞虎扬威大日子》
- 2011年 《天天好天好福气》
- 2012年 《开心乐龙龙》
- 2013年 《全民过年 Ulala》
- 2014年 《马力全开庆丰年》
- 2015年 《嘻嘻哈哈喜洋洋》
- 2016年 《大盛年》
- 2017年 《人人有转机》
- 2018年 《活出自己 快乐Whoopee》
- 2019年 《万象更新 勇气棒嘟嘟》
- 2020年 《迎新来 Say Cheese 好运鼠于你》
- 2021年 《心连心希望 元气满满 Moo Moo 哒》
- 2022年《Ü虎加把劲 家家万事兴》
- 2023年《一跃前进，旺兔GOLD!》
- 2024年《开心龙龙Way》
- 2025年 《喜乐乐SHARE丰年》